# Poinsot (Mondkrater)
Poinsot ist ein Einschlagkrater auf der Mondrückseite.
Poinsot liegt im Norden der erdabgewandten Seite, zwischen Rozhdestvenskiy im Norden und Heymans im Süden. Der Nordrand des Kraters hat einen Winkelabstand zum Nordpol von gut 10°, das entspricht einer Entfernung von gut 300 km. In nordwestlicher Richtung trifft man auf Plaskett.
Der Höhenunterschied zwischen Kraterwall und Kraterboden beträgt ungefähr 3,72 km. Im Kraterinneren fehlt ein Zentralberg, in der Nähe des westlichen Randes befindet sich ein markanter Einschlag. Die Entstehungszeit des Kraters fällt in die pränektarische Periode.
Poinsot hat drei Nebenkrater:
| Buchstabe | Position            | Durchmesser | Link |
| --------- | ------------------- | ----------- | ---- |
| K         | 77,06° N, 142,38° W | 16 km       |      |
| P         | 76,64° N, 149,95° W | 28 km       |      |
| E         | 79,77° N, 131,43° W | 30 km       |      |

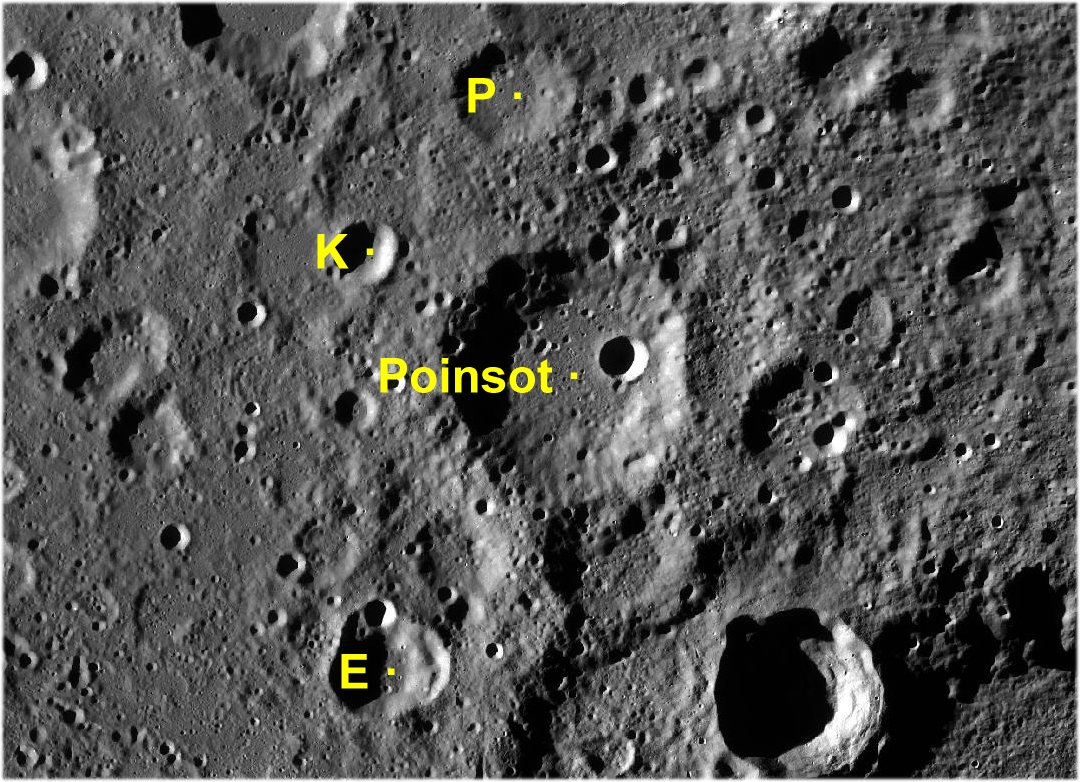
Poinsot mit seinen Nebenkratern

Der Krater wurde 1970 von der IAU offiziell nach dem französischen Mathematiker Louis Poinsot benannt.